# Pietro Consagra
Pietro Consagra, född 6 oktober 1920 i Mazara del Vallo, Italien, död 16 juli 2005 i Milano, var en italiensk skulptör och författare, och en av de ledande företrädarna för abstraktionen i italiensk konst.

## Biografi
Pietro Consagra var född på västra Sicilien och son till en resande försäljare. Han började utbildade sig vid Accademia delle Belle Arti i Palermo. År 1944 flyttade han till Rom där han studerade med den socialrealistiske målaren Renato Guttuso.
Påverkad, vid en resa till Paris, av ateljéerna hos Brancusi, Picasso och Giacometti, grundade han 1947 gruppen ”Forma I”. Denna grupp prisade abstrakt konst på bekostnad av de dogmatiskt heroiska dukar och skulpturer, som godkänts av marxister som Guttuso.
Consagras nonfigurativa skulpturer i svetsad metall och trä har ett tungt och kraftfullt uttryck. Med sin ”såriga” yta påminner de om fantasieggande naturföremål. Han visades på Venedigbiennalen fem gånger mellan 1956 och 1972, och 1960 vann han skulpturpriset på utställningen.
Under 1960-talet var han ansluten till Continuità-gruppen, en avknoppning av Forma I och 1967 undervisade han vid School of Arts i Minneapolis. Stora uppdrag tillät honom att börja arbeta i en mer monumental skala och verk av honom installerades på borggården vid utrikesdepartementet i Rom och vid Europaparlamentet i Strasbourg. 
År 1980 skrev han en självbiografi, med titeln Vita Mia eller "Mitt liv". Han publicerade en bok med poesi år 1985 kallad Ci Penso Amo (ISBN L20000). Han skrev också en bok om stadsplanering.
Consagras arbeten finns också i samlingar på Moderna museet, Ateneum, Tate Gallery i London, Museum of Modern Art, National Gallery of Art i Washington, DC, British Museum, Victoria and Albert Museum, Metropolitan Museum, Museum Boijmans Van Beuningen och Philadelphia Museum of Art.